# 吉克隽逸
吉克隽逸（1988年5月13日—），曾用名王隽逸，女，彝族，四川涼山人，中国大陆歌手、演员。四川外语学院重庆南方翻译学院广告设计系毕业，於2014年QQ音樂巔峰盛典被選為「華語四小天后」，與白安、泳兒和茜拉齊名。
2009年曾以王隽逸之名参加《快乐女声》，但遭淘汰。2012年参加《中国好声音》第一季崭露头角，获得刘欢戰隊冠军，以及全国总决赛季军。彝族歌曲《不要怕》（彝语：ap jie lop，國際音標：/â tɕɛ̄ lô/，“阿杰鲁”）也因吉克隽逸在决赛中演唱而走红。2021年，在《2021中国好声音》擔任李荣浩戰隊的導師助教。

## 生平
1988年出生於四川省凉山州甘洛縣一个彝族音樂世家，其母為彝族歌手。
2008年畢業於四川外语学院重庆南方翻译学院廣告設計系。
2009年參加湖南卫视《快乐女声》獲得广州賽區30強。
2010年至2011年北漂，在北京拿鐵酒吧擔任駐唱。
2012年8月10日，吉克隽逸参加了浙江卫视《中国好声音》。在第五场中吉克隽逸以一段悠扬的家乡山歌《不要怕》开头，随后演唱了一首《I Feel Good》，同时获得了庾澄庆、杨坤、刘欢、那英这四位导师的肯定。而节目组更是破例让其与妈妈合唱，最后选择导师刘欢。
2012年8月24日，浙江卫视《中国好声音》播出第七场，迎来导师考核阶段，刘欢“死亡之组”的14位学生接受考核。在组内内pk赛中，吉克隽逸与刘昊霖被分为一组，一起演唱了一首《冬天里的一把火》，并最终取得胜利。吉克隽逸凭借极具辨识度和爆发力的好声音被“保送”，率先进入“黄金四人组”。
2012年9月21日晚，在刘欢组、庾澄庆组的导师终极考核中，吉克隽逸在第一轮对决中演唱《Halo》，进入待定席，大众评审团给出了97票分数。在第二轮对决中吉克隽逸演唱了《带我到山顶》，战胜了袁娅维。在第三轮对决中最终晋级四强赛吉克隽逸以127票的得票数战胜权振东，成为刘欢组的最终获胜者。吉克隽逸最终获得全国总决赛季军。
2012年9月，在由李玉执导，方励监制的电影《二次曝光》中，李代沫、吉克隽逸演唱。由韩寒作词的主题歌《在我想起来》。
2012年底，吉克隽逸签约天浩盛世和环球音乐，发行《彩色的黑》与《即刻出发》两支单曲及MV。《彩色的黑》于2012年12月12日首发于百度音乐平台，两天时间就登上了百度新歌榜榜首。《彩色的黑》同名MV于2012年12月21日首发于腾讯视频，并于同一天登陆音悦台V榜，腾讯视频上榜两周，播放量超过100万次。音悦台V榜的成绩取得打榜第一周（2012年度第52期）内地榜单第三名，打榜第二周位列（2012年度第53期）内地榜单冠军。
2013年发行首张EP《一首心歌》，并在各大颁奖典礼拿奖。2013年1月，出任潮流前线、哈根达斯的形象代言人。1月5日晚，出席《精品购物指南》2013非凡华乐时尚盛典，吉克隽逸荣获年度最佳“创行非凡”奖，并演唱了首支单曲《彩色的黑》。2013年7月22日，吉克隽逸前往洛杉矶，吉克隽逸与Snoop Dogg合作英文单曲《Summer Time》。2014年7月31日，发布《Summer Time》Remix版。2013年10月20日，参演尼克·鲍威尔执导电影《最后的战争2013》，出演哑巴新娘 。2013年11月30日在北京参加“世界好声音”演唱会。2013年12月6日，與楊宗緯搭檔參加央視「夢想星搭檔」第一季，輸給陳琳與阿魯阿卓，落入「待定組」。2013年12月13日，吉克隽逸與楊宗緯臨時退出「夢想星搭檔」，由潘越雲與阿蘭達瓦卓瑪搭檔遞補。
2014年发行首张同名专辑《吉克隽逸》，并北京工人体育馆举行首场个人演唱会。2014年2月27日，首场演唱会“即刻出发”推广曲《我唱故我在》首发。2014年3月23日，吉克隽逸在北京工人体育馆举行首场个人演唱会。2014年3月27日，参加QQ音乐年度盛典，并获得“年度乐坛新声奖”。2014年4月13日，参加音乐风云榜年度盛典，获得“音乐新势力”奖。2014年6月3日，吉克隽逸亮相好莱坞，献唱华鼎奖。2014年8月28日，吉克隽逸以《光环》献唱“2014年夏季青年奥林匹克运动会”闭幕式。2014年9月4日，吉克隽逸为361尚品牌演唱主题曲《Innovation Is Fashion》。2014年10月28日，吉克隽逸参与央视大型中韩真人秀节目《叮咯咙咚呛》。2014年11月26日，吉克隽逸参加第16届中韩歌会，演唱歌曲《Let's Vogue》。 2014年12月10日，吉克隽逸参与央视大型公益音乐节目《梦想星搭档》的录制。2014年12月23日，荣获央视“光荣绽放·2014十大新锐歌手”奖。2014年12月31日晚，吉克隽逸参加“奔跑吧2015”浙江卫视跨年演唱会，演唱《即刻出发》、《Mercy》，之后再次登台，与恩师刘欢聚首，为观众带来一曲《天地在我心》。
2015年2月19日，与陈坤，李冰冰等主演的电影《钟馗伏魔：雪妖魔灵》在中国大陆上映，并与刘欢合唱主题曲《奋不顾身》。截止到1月23日零点，全网48小时之内试听量突破1300万，打破电影《匆匆那年》同名主题曲57小时试听破1000万记录；MV于首发后24小时达到八百万，新浪微博相关话题阅读量6小时内破1亿。2015年5月27日，由吉克隽逸演唱的《呼唤爱》入选北京申办冬奥会优秀音乐作品。2015年12月11日，参加东方卫视《中国之星》，为刘欢组推荐歌手。
2016年2月，在央视春晚联欢晚会上演唱歌曲《快乐想念》。2016年2月，《梦想星搭档》梦想公益盛典在央视一套播出，吉克隽逸应邀参加。在节目中，吉克隽逸化身女生队拉拉队长，为听障儿童筹集善款。2016年3月12日，吉克隽逸献唱中甲联赛开幕式，《即刻出发》和《Halo》两首金曲点燃全场热情。2016年，为迪士尼动画电影《海洋奇缘》演唱中文主题曲《海洋之心》。 同年出演由刘镇伟执导，张丰毅、杨紫琼、吉克隽逸、吴磊主演的3D影片《大闹东海》。
2017年1月27日，第二次荣登央视春晚舞台，身着彝族的传统服饰，身上佩戴重达12斤的银饰亮相凉山分会场独唱《情深谊长》  ，并在春晚特别节目中演唱《祖国之子》。
2018年9月15日，受邀《中國新說唱》四強搶位賽幫唱嘉賓，並與選手周湯豪共同演唱比莉的《Dear John》。
2019年2月4日，第三次榮登央視春晚舞台。
2020年3月，身為第三輪奇襲歌手加盟湖南衛視《歌手·當打之年》。在第五場比賽中即演唱組曲（《Power to Forgive》＋《Looking for Trouble》）奇襲袁婭維獲勝，並最終奇襲成功，獲得正式補位資格。而在第九場比賽結束後，吉克雋逸最終因奇襲歌手旅行團樂隊獲得補位資格而遭到淘汰。而在突圍賽中演唱《交出邦尼》以第二名突圍成功之後，吉克雋逸在總決賽第一輪比賽中向周深發動奇襲、與幫唱嘉賓許魏洲合唱《Mad Man Killer》奇襲成功，最終在第二輪獲得總殿軍。
2021年1月，參加芒果TV乘風破浪的姊姊第二季，最終獲得第七名成團。
2021年4月，擔任浙江衛視《奔跑吧》第九季的嘉賓。
2021年7月，吉克隽逸加盟《2021中國好聲音》，担任李荣浩战队的导师助教。

## 音乐作品

### EP
| 次序  | 专辑名称     | 发行公司 | 发行日期   | 专辑曲目                                                   |
| ----- | ------------ | -------- | ---------- | ---------------------------------------------------------- |
| 第1张 | 《一首心歌》 | 环球唱片 | 2013-06-12 | 曲目 1. 一首心歌【MV】 2. 彩色的黑【MV】 3. 即刻出发【MV】 |

### 专辑
| 次序  | 专辑名称                      | 发行公司 | 发行日期   | 专辑曲目 |
| ----- | ----------------------------- | -------- | ---------- | --- |
| 第1张 | 《吉克隽逸》                  | 天浩盛世 | 2014-02-26 | 曲目 1. Let's Vogue【MV】（网游《VOGUE摩登不夜城》主题曲） 2. 我唱故我在【MV】 3. Summer Time【MV】（VS Snoop Dogg） 4. 月到天心处【MV】（电视剧《十月围城》主题曲） 5. 爱情发的光【MV】（3D动画电影《青蛙王国之我嘞个去》主题曲） 6. 一首心歌【MV】 7. 彩色的黑【MV】 8. 即刻出发【MV】 |
| 第2张 | 《Intrepid大无畏》            | 天浩盛世 | 2016-05-13 | 曲目 1. Lotion Song【MV】 2. Boss【MV】 3. 最后的恋人【MV】 4. 游爱民族【MV】 5. Snap【MV】 6. In Control【MV】 7. Boss(英文版)【MV】 8. 谢谢你再见【MV】 9. 失眠的黑夜【MV】 |
| 第3张 | 《Global Citizen世界公民》    | 天浩盛世 | 2018-12-28 | 曲目 1. 孔雀 2. 木棉 3. Ghost Town 4. No Jack 5. 沒有人像你一樣 6. 半日花園 7. Baila 8. Body Poppin’ 9. 末日重塑 10. 稀有人生 |
| 第4张 | 《Global Citizen世界公民III》 | 天浩盛世 | 2019-12-19 | 曲目 1. Looking For Trouble 2. Power To Forgive 3. Only One 4. 狩猎场 5. Flag 6. 恶女无罪 7. Cherokee 8. 天使的同类 9. 惊喜派对 10. Already Gone |

### 单曲
未收录在其专辑已经发行的单曲
| 年份 | 歌曲名称                               | 备注                                                         |
| ---- | -------------------------------------- | ------------------------------------------------------------ |
| 2012 | 《在我想起来》（VS李代沫)              | 电影《二次曝光》主题曲                                       |
| 2012 | 《无处不乐》（VS丁当、邓紫棋、曲婉婷） | 腾讯网QQ音乐主题曲                                           |
| 2013 | 《即刻出发》                           | NBA中文主题曲                                                |
| 2013 | 《Spoonful》                           | 哈根达斯广告主题曲                                           |
| 2013 | 《两双》（VS谢安琪）                   | KFC3篮球赛主题曲                                             |
| 2013 | 《爱情发的光》                         | 国内3D动画电影巨作《青蛙王国》主题曲                         |
| 2013 | 《争气》                               | 电影《绝命逃亡》片尾曲                                       |
| 2014 | 《月到天心处》                         | 电视剧《十月围城》插曲                                       |
| 2014 | 《无惧此夜》                           | 3D网游《激战2》主题曲中文版                                  |
| 2014 | 《光环》                               | 第二届夏季青年奥林匹克运动会闭幕式                           |
| 2014 | 《Let’s Vogue》                        | VOGUE摩登不夜城主题曲                                        |
| 2015 | 《奋不顾身》（VS刘欢）                 | 电影《钟馗伏魔：雪妖魔灵》主题曲                             |
| 2015 | 《呼唤爱》                             | 北京申办冬奥会宣传曲                                         |
| 2015 | 《我是女王》                           | 电影《我是女王》同名主题曲                                   |
| 2015 | 《三十而立》                           | 第24届中国金鸡百花电影节主题曲                               |
| 2016 | 《Mad Man Killer》                     | 网剧《校花的贴身高手2》主题曲                                |
| 2016 | 《长春 长春》                          | 第十三届长春电影节闭幕式颁奖典礼 主题曲                      |
| 2016 | 《所爱一生》                           | 《大话西游3》片尾曲                                          |
| 2016 | 《无侠》                               | 网剧《西涯侠》主题曲                                         |
| 2016 | 《珍珠》                               | 电视剧《大唐荣耀》片尾曲                                     |
| 2016 | 《海洋之心》                           | 电影《海洋奇缘》中國地區中文主题曲                           |
| 2017 | 《The Magical Journey》                | 「QQ-X計畫」主題曲                                           |
| 2017 | 《塵世》                               | 電視劇《鬼吹燈之牧野詭事》主題曲                             |
| 2017 | 《空空山海》                           | 電影《鮫珠傳》宣傳曲                                         |
| 2019 | 《天涯》                               | 電視劇《重耳傳奇》片尾曲                                     |
| 2019 | 《Influence》                          | 電視劇《長安十二時辰》海外推廣曲                             |
| 2019 | 《現在的我》                           | 電視劇《精英律師》插曲                                       |
| 2021 | 《嗨WAY》                              | 蕭敬騰《隔離套房2827》合唱曲                                 |
| 2023 | 《奇迹绽放》                           | 電影《不可思議：瓢蟲女爵和黑貓諾爾大電影》中國地區推廣主題曲 |

## 影视作品

### 电影[8]
| 上映时间      | 电影                   | 扮演角色 | 导演        | 合作艺人                                       |
| ------------- | ---------------------- | -------- | ----------- | ---------------------------------------------- |
| 2015年4月3日  | 《绝命逃亡》           | 梅       | 尼克·鲍威尔 | 刘亦菲、安志杰、海登·克里斯滕森、尼古拉斯·凯奇 |
| 2015年2月19日 | 《钟馗伏魔：雪妖魔灵》 | 易微     | 赵天宇      | 李冰冰、陈坤、杨子姗、赵文瑄                   |
| 2016年        | 《大闹东海》           | 东海龙女 | 劉鎮偉      | 杨紫琼、张丰毅、吴磊、鄒兆龍、安志杰           |

## 演艺行程

### 个人演唱会
| 场次 | 举办时间      | 具体地点       | 演唱会主题                   |                 |
| ---- | ------------- | -------------- | ---------------------------- | --------------- |
| 1    | 2014年3月23日 | 北京人工体育馆 | 吉克隽逸.即刻出发-北京演唱会 | CCTV-15全程播出 |

### 中国好声音巡回演唱会
1. 2012.12.21 广东省 湛江市 中国好声音群星2013湛江演唱会
2. 2012.12.22 广东省 深圳市 中国好声音群星2013深圳演唱会
3. 2012.12.23 广东省 阳江市 中国好声音群星2013阳江演唱会
4. 2012.12.27 浙江省 丽水市 中国好声音群星2013丽水演唱会

### 时尚庆典活动
1. 2012.11 2012 CCTV《盛世大联欢》
2. 2012.12 CCTV光荣绽放十大少数民族青.歌手演唱会
3. 2012.12安徽卫视2012《国剧盛典》
4. 2013.01湖北卫视跨.晚会
5. 2013.01 CCTV《我要上春晚》
6. 2013.01体坛风云人物颁奖礼
7. 2013.02天津卫视《幸福天津》
8. 2013.02北京卫视《2013北京春晚》
9. 2013.02中视无线台《华人星光大道2》
10. 2013.02 CCTV《吉尼斯中国之夜》
11. 2013.04 CCTV《NBA最强音》
12. 2013.05 CCTV电影百合奖颁奖典礼
13. 2013.12安徽卫视《国剧盛典》
14. 2013.12 CCTV2014央视跨.晚会
15. 2014.03 QQ音乐.度盛典
16. 2014.04深圳光线传媒音乐风云榜盛典
17. 2014.04 #2014音乐风云榜.度盛典
18. 2014.06上海第13届国际电影节
19. 2014.06洛杉矶第十二届华鼎奖颁奖典礼
20. 2014.08 #2014.夏季青.奥林匹克运动会闭幕式
21. 2014.09男人装时尚盛典
22. 2014.09 CCTV《2014开学第一课》
23. 2014.12广州音乐先锋榜盛典
24. 2014.12央视十大新锐歌手颁奖晚会
25. 2014.12《时尚新娘》杂志盛典
26. 2014.12北京土豆映像节盛典
27. 2014.12浙江卫视跨.演唱会
28. 2014.12 CCTV十大新锐歌手演唱会
29. 2015.01安徽卫视《国剧盛典》
30. 2015.02北京电视台春晚
31. 2015.03 QQ音乐.度盛典
32. 2015.03厦门万达金票根颁奖盛典
33. 2015.04北京万事达酷音乐亚洲盛典
34. 2015.07安徽卫视《星动亚洲开播盛典》
35. 2015.07星动亚洲开播盛典
36. 2015.08申冬奥庆典
37. 2015.09金鸡百花颁奖礼
38. 2015.09百度贴吧盛典
39. 2015.11南京大学生音乐节青春音乐盛典
40. 2015.11上海时尚COSMO盛典
41. 2015.12海口海南卫视跨.晚会
42. 2015.12四川卫视跨.晚会
43. 2016.01 CCTV央视梦想公益盛典
44. 2016.01精品之夜#23周.庆典
45. 2016.01北京#2015移动视频风云盛典
46. 2016.02 CCTV央视网络春晚
47. 2016.02央视春晚泉州分会场
48. 2016.03中国足球协会甲级联赛开幕式
49. 2016.04菀草壹#2016THENEWCONFERNCE秀场
50. 2016.05阿里星球发布会盛典
51. 2016.07耐克携手中国男女篮里约奥运会出征仪式
52. 2016.07 Rebecca#2017时尚趋势发布大秀
53. 2016.08拍摄《北京奥林匹克音乐周》宣传片
54. 2016.10第十三界中国长春电影节闭幕式暨颁奖典礼
55. 2016.10香港同胞庆祝中华人民共和国成立67周.文艺晚会
56. 2016.10中华人民共和国成立67周.国庆青.音乐会
57. 2016.11精品时装周发布会
58. 2016.11菲拉格慕女士香水发布会派对
59. 2016.11时尚先生#20周.派对
60. 2016.11中国首届彝族彝历新.晚会
61. 2016.12四川卫视跨.演唱会
62. 2016.12第十三届.度先生盛典
63. 2016.12 #2016ELLE风尚大典
64. 2016.12上海“活出精彩”盛典晚会
65. 2016.12轩尼诗炫音之乐演唱会
66. 2017.01央视春晚凉山分会场
67. 2017.01精品大赏#24周.北京之夜
68. 2017.01来疯#2016.度颁奖盛典

### 商业演出
1. 2013.01 YY之夜
2. 2013.01邓丽君诞辰60周年演唱会
3. 2013.01中韩好声音演唱会
4. 2013.03刘欢《纵情歌唱》演唱会
5. 2013.05奥迪香格里拉之夜
6. 2013.08 VOGUE摩登不夜城
7. 2013.11奥迪世界好声音之夜
8. 2014.04上海BMW灵感之悦盛典晚会
9. 2014.04捷豹路虎悦动晚宴
10. 2014.04贵州第三届彝族文化节
11. 2014.04成龙60岁生日演唱会
12. 2014.06恒大音乐节
13. 2014.07西安沙宝亮《最初的信仰》演唱会
14. 2014.07张北草原音乐节
15. 2014.10上海百大DJ音乐节
16. 2014.11广州大众车展
17. 2014.11广西南宁漓江啤酒演唱会
18. 2014.11韩国首尔中韩歌会
19. 2014.1#2浙江卫视奔跑吧#2015跨年演唱会
20. 2015.06谭维维《维所欲为》演唱会
21. 2015.06新疆乌鲁木齐拳王争霸赛
22. 2015.08武汉纽宾凯-汉CITY音乐节
23. 2015.08大凉山彝族火把节
24. 2015.09南京森林音乐节
25. 2015.10北京斯巴鲁三十一座森林演唱会
26. 2015.10呼和浩特中蒙歌会
27. 2016.03 2016盐城大丰群星演唱会
28. 2016.05泸州群星演唱会
29. 2016.08拍摄天猫超级运动会宣传片
30. 2016.09资阳欧普晚会
31. 2016.10重庆巨星演唱会
32. 2016.10天猫魅蓝之夜演唱会
33. 2016.10 2016康定情歌国际音乐节
34. 2016.11厦门科罗娜啤酒派对
35. 2016.11 2016红花郎巨星演唱会西昌站
36. 2017.02中国第十三届澜沧江啤酒狂欢节
37. 2017.02重庆太极之夜

## 主要荣誉
| 年份及时间 | 主要奖项 |
| ---------- | --- |
| 2009       | - 湖南卫视《2009快乐女声》-广州赛区30强 |
| 2012       | - 浙江卫视《中国好声音》-刘欢组冠军、全国季军 - 2012年12月10日“2012亚洲时尚盛典”-亚洲时尚演艺明星奖 - 2012年12月21日“第七届2012-BQ红人榜”-流行音乐红人 |
| 2013       | - 2013年1月5日“2013非凡华乐.时尚盛典”-最佳创行非凡奖 - 2013年4月8日“第三届全球流行音乐金榜”-最佳新人奖铜奖 - 2013年4月10日“2013华鼎奖”-最佳电影音乐奖【单曲《在我想起来》】 - 2013年4月25日“2012年度MusicRadio中国TOP排行榜”-年度最具潜力新人奖 - 2013年10月5日“第13届全球华语歌曲排行榜”-年度最受欢迎20大金曲【单曲《一首心歌》】 - 2013年12月6日“第六届音乐风云榜新人盛典”-最佳舞曲歌手奖 - 2013年12月17日“第八届2013-BQ红人榜”-年度青春音乐人奖 - 2013年12月18日“第11届华鼎奖音乐盛典”-最佳新人歌手 |
| 2014       | - 2014年3月2日 深圳卫视《金钟奖-中国音超》总决赛-女子组银奖 - 2014年3月27日 2013年度QQ音乐年度盛典-年度乐坛新声奖 - 2014年4月13日 第14届音乐风云榜年度盛典-音乐新势力奖 |
| 2015       | - 2015年3月28日 金票根影迷嘉年华圆梦盛典-潜力新秀奖 - 2015年4月23日 酷音乐亚洲盛典-年度最具突破歌手 - 2015年9月28日 2015中国原创音乐致敬盛典-年度致敬女歌手 - 2015年11月15日 青春音乐盛典-年度最佳女歌手 |
| 2016       | - 2016年1月12日 移动视频风云盛典-2015年度魅力女歌手 - 2016年9月29日 凤凰时尚之选颁奖盛典-年度时尚音乐先锋大奖 - 2016年10月13日 时尚星秀年度人物盛典-年度新锐时尚人物 - 2016年10月20日 网易时尚跨界盛典-2016年度最具实力女歌手 - 2016年11月25日 华语金曲颁奖礼-我最喜爱的女歌手（内地）、全国传媒联合推介歌手、歌曲《我是女王》获『十大华语金曲』奖 |
| 2017       | - 2017年2月28日 中联榜年度盛典 内地最佳人气女歌手、年度最佳单曲、年度最佳专辑、十大金曲、电台推荐金曲 |

## 外部連結
- 吉克隽逸的新浪微博
- 吉克隽逸官方音乐
- 吉克隽逸的Facebook專頁
- 吉克隽逸的Instagram帳戶
- YouTube上的吉克隽逸頻道
- 吉克隽逸的网易云音乐主页
- 吉克隽逸的哔哩哔哩个人空间
- 吉克隽逸的抖音账号
- 吉克隽逸的小红书账号